# Орден Красной Звезды (Бухарская НСР)
Орден Красной Звезды Бухарской Народной Советской Республики (тадж. Ордени Ситораи Сурхи ҶХШБ), учрежден постановлением Президиума Всебухарского ЦИК от 3 июля 1922 года. Состоит из трёх степеней. Первая степень изготавливается из золота, вторая степень — из серебра, третьей степенью ордена является медаль Бухарской НСР — «Защитнику Революции».

## История
Орденом награждались солдаты Бухарской НСР за отличия в сражениях против сил контрреволюции в Средней Азии. Первоначально орден назывался — Знак Военного отличия.
Одним из первых награждённых был Иосиф Сталин.

## История создания
Штампы формовки основания и медальона знака ордена Красная Звезда (Бухарской НСР) 1 и 2 степеней изготовил А. И. Пугачёв.